# 고마쓰 아야카
고마쓰 아야카(일본어: 小松彩夏, 1986년 7월 23일 ~ )는 일본의 그라비아 아이돌, 배우, 패션 모델이다. 소속사는 어뮤즈(アミューズ)이다. 이와테현 이치노세키시 출신이다.

## 약력
- 초등학교 시절엔 스포츠 소년단에서 농구부와 육상부에 소속했다.
- 중학교때는 탁구부에 소속했다.
- 데뷔 때부터 10대를 위한 패션 잡지 《CANDy》의 전속 모델로 활동했다.
- 2003년에 실사판 《미소녀전사 세일러문》(CBC・TBS계열)의 아이노 미나코(愛野美奈子) = 세일러 비너스(セーラーヴィーナス)역을 맡아 각광을 받았다. 고등학교 졸업 후엔 도쿄로 상경했다.
- 시력이 나빠서 일회용 콘택트 렌즈를 애용한다. 미용실은 MARIS에 다니고 있다.
- 같은 사무소의 다노 아사미(田野アサミ), 《세일러문》에 함께 출연한 기타가와 게이코와 절친한 친구 사이이다.

## 주요 출연작

### 드라마
- 《미소녀전사 세일러문》 (2003년 - 2004년, CBC) - 아이노 미나코, 세일러 비너스, 세일러 V 역
- 《착신아리》 제4화 (2005년, TV 아사히) - 오다기리 쿄코 역
- 《도망자 기지마 조이치로》 (2005년)
- 《날개가 부러진 천사들》 제3야 (2006년, 후지 TV) - 여자 배우 역
- 《쿠로사기》 (2006년)
- 《단도리 무스메》 (2006년, 후지 TV) -
- 《단도리: 댄스 드릴》 (2006년)
- 《너스 아오이 스페셜: 사쿠라가와 병원 최악의 날》 (2006년)
- 《밤비노》 (2007년 4월 ~ 6월, NTV) - 미나가와 코즈에 역
- 《워킹맨》 (2007년)
- 《너 범인 아니지?》 (2008년)
- 《갈릴레오 에피소드 제로》 (2007년)
- 《버저 비트 - 벼랑 끝의 히어로》 (2009년 7월 ~ 9월, 후지 TV) - 카나자와 시온 역
- 《도쿄 DOGS》 (2009년)
- 《여름의 사랑은 무지개색으로 빛난다》 (2010년)
- 《미사키 넘버원》 (2011년)
- 《비밀첩보원 에리카》 (2011년)
- 《찍지마세요! 그라비아 아이돌 뒷이야기》 (2012년)

### 영화
- 용의자 X의 헌신 (2008년)